# Traité d'Aix-la-Chapelle (1668)
« Paix d'Aix-la-Chapelle (1668) » redirige ici. Pour les autres significations, voir Traité d'Aix-la-Chapelle.
Traité des Pyrénées (1659)
Traité de Londres (1662) Traité de Nimègue (1678)
Le traité d'Aix-la-Chapelle de 1668 est un traité de paix signé à Aix-la-Chapelle, le 2 mai 1668, entre le marquis de Croissy, Charles Colbert, représentant le roi de France et de Navarre Louis XIV, et le comte de Bergeyck, délégué du marquis de Castel Rodrigo, Francisco de Moura Cortereal, représentant le roi des Espagnes Charles II. Il met fin à la guerre de Dévolution entre la France et l'Espagne.

## Contenu

Gains français à la paix d'Aix-la-Chapelle.

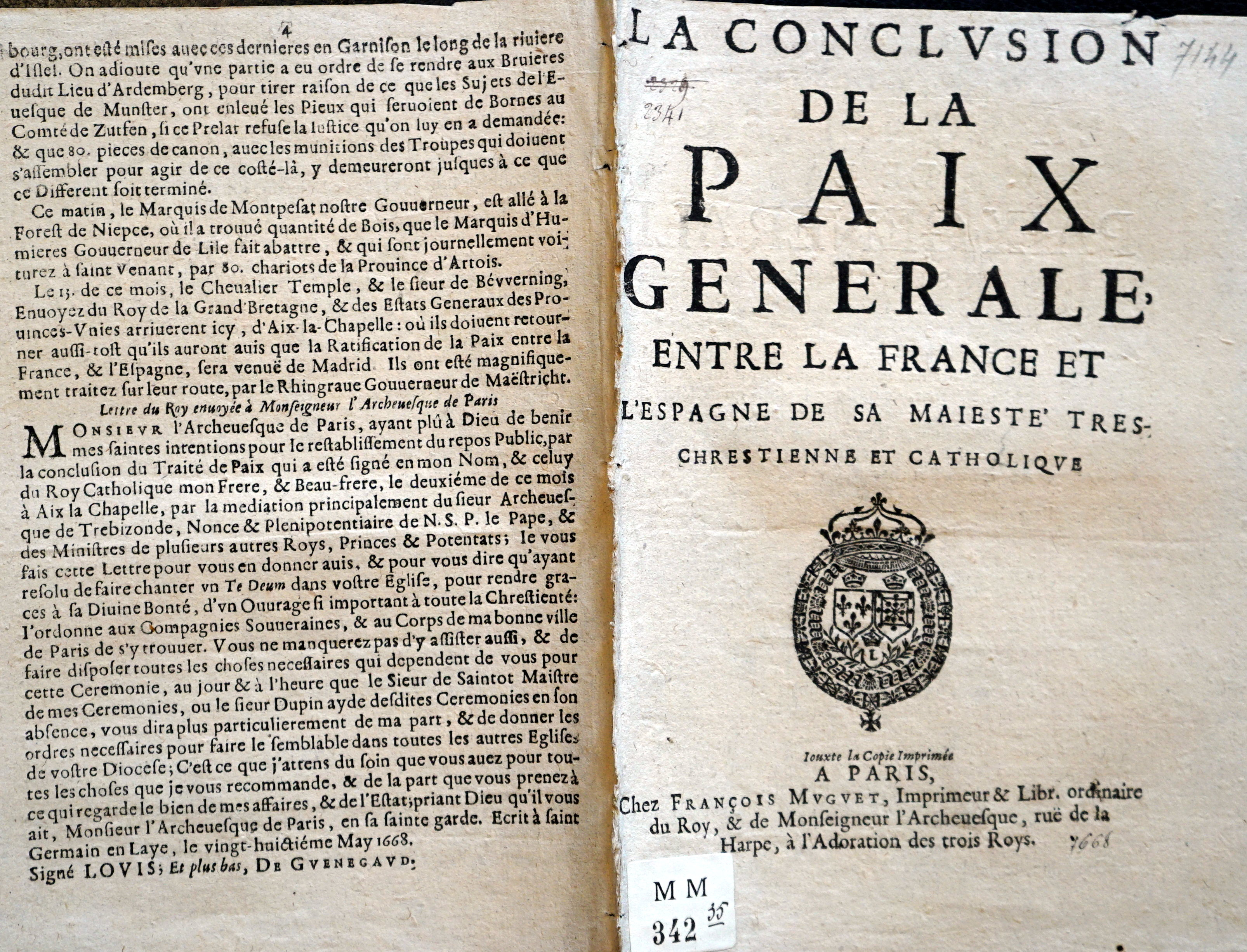
Publication du traité.

Dans les Pays-Bas méridionaux, le royaume de France conserve les places fortes occupées ou fortifiées par les armées françaises pendant la campagne de Flandre ainsi que leurs dépendances, à savoir : 
- dans le comté de Flandre : 
  - en Franc de Bruges, Bergues[1] et sa châtellenie ainsi que Furnes et sa châtellenie ;
  - en quartier gantois, Courtrai[2] et sa châtellenie — dont le pays ou verge de Menin — ainsi qu'Audenarde et sa châtellenie ;
  - en Flandre wallonne, Lille[3] et les cinq pays ou quartiers de sa châtellenie — le Mélantois, le Carembault, la Pévèle, le Ferrain et les Weppes — ainsi que les places de Douai et sa châtellenie, y compris le fort de Scarpe[4] ;
- dans le comté de Hainaut, la ville-forte d'Ath et sa châtellenie ainsi que la ville-forte de Binche et sa prévôté ;
- entre les comtés de Flandre et de Hainaut, Tournai[5] et son bailliage ;
- dans le comté de Namur, la forteresse de Charleroi[6] ;
- Armentières.

La France rend à l'Espagne le comté de Bourgogne (approximativement la Franche-Comté actuelle) qu'elle occupait, mais les places fortes récupérées ont une plus forte valeur dans la mesure où elles affaiblissent le système défensif des Pays-Bas espagnols et éloignent la frontière nord de la France de Paris.